# ジョーダン・ウエレセ
ジョーダン・ウエレセ（Jordan Uelese、1997年1月24日 - ）は、トップ14モンペリエ・エロー・ラグビーに所属するラグビーユニオン選手。

## プロフィール
- ニュージーランド・ウェリントン出身。
- ポジションはフッカー(HO)。
- 身長 189cm、体重 122kg[1]
- U20オーストラリア代表に選ばれたことがある[2]。
- オーストラリア代表キャップは18（2024年10月現在）でワールドカップ2019・ワールドカップ2023のオーストラリア代表に選ばれた[3][4]。

## 略歴
8歳の時に家族でオーストラリアに移住。メルボルンのセントケビンズカレッジ卒業。
メルボルン・ライジングを経て、2017年、レベルズに加入。
2024年、モンペリエに加入。 